# Лозуватський заказник
Лозуватський — ландшафтний заказник місцевого значення. Об'єкт розташований на території Онуфріївського району Кіровоградської області, поблизу с. Лозуватка.
Площа — 70 га, статус отриманий у 2001 році.